# Essity
Essity AB er en svensk producent af hygiejne- og sundhedsprodukter. Brandsene omfatter Libresse, Bounty, Tempo, Okay, Tena, Jobst, Leukoplast, Libero, Tork, Vinda, Zewa, Cushelle, Saba, Familia og Regio. Essity var indtil 2017 en del af SCA, hvor selskabet blev fraskilt og børsnoteret samme år på Stockholmsbörsen.